# Louisenthal

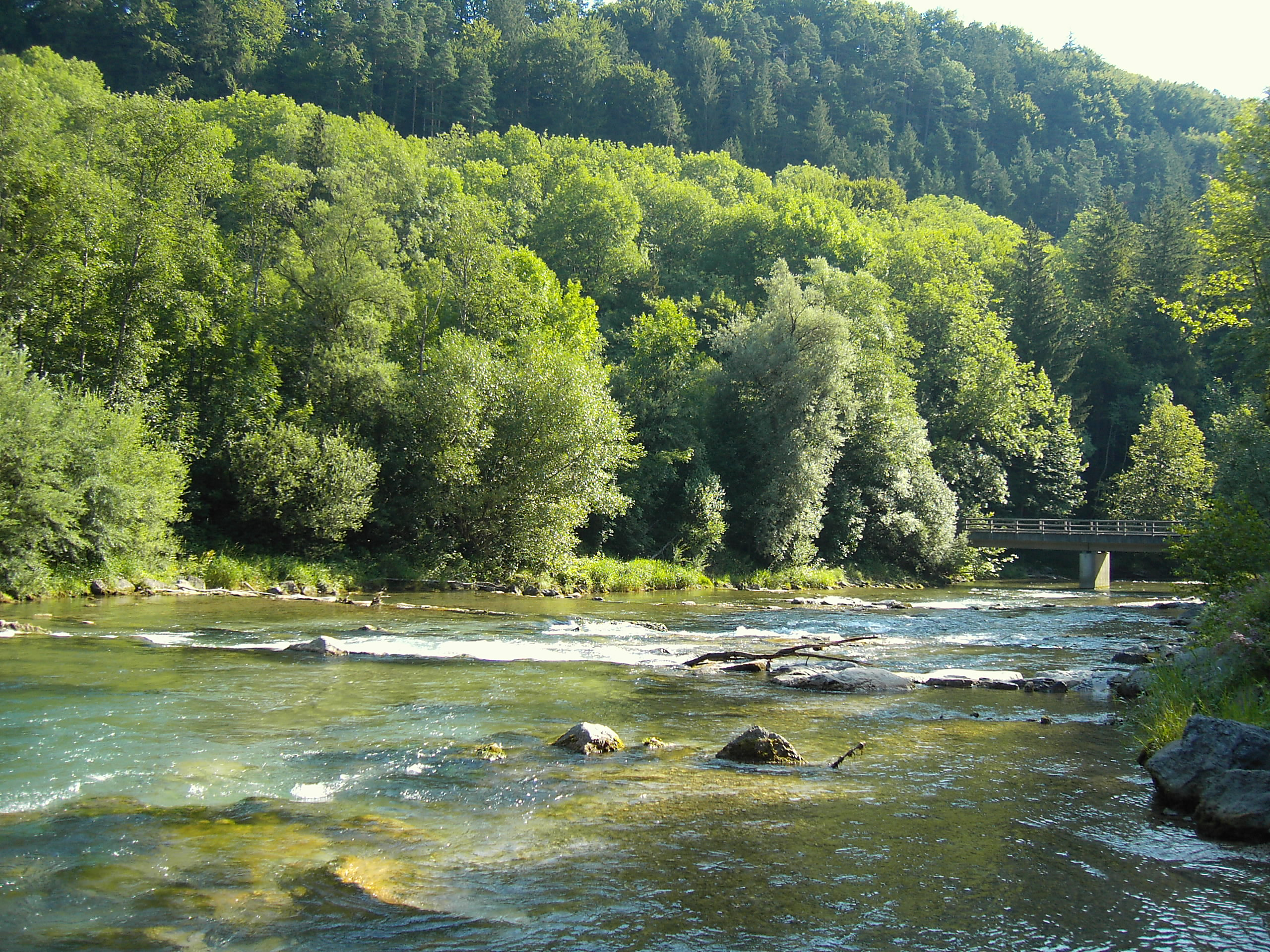
Die Mangfall in Oberbayern war seit dem Mittelalter für ihre wirtschaftliche Nutzung von Bedeutung, zuerst haben Wassermühlen ihre Wasserkraft genutzt.

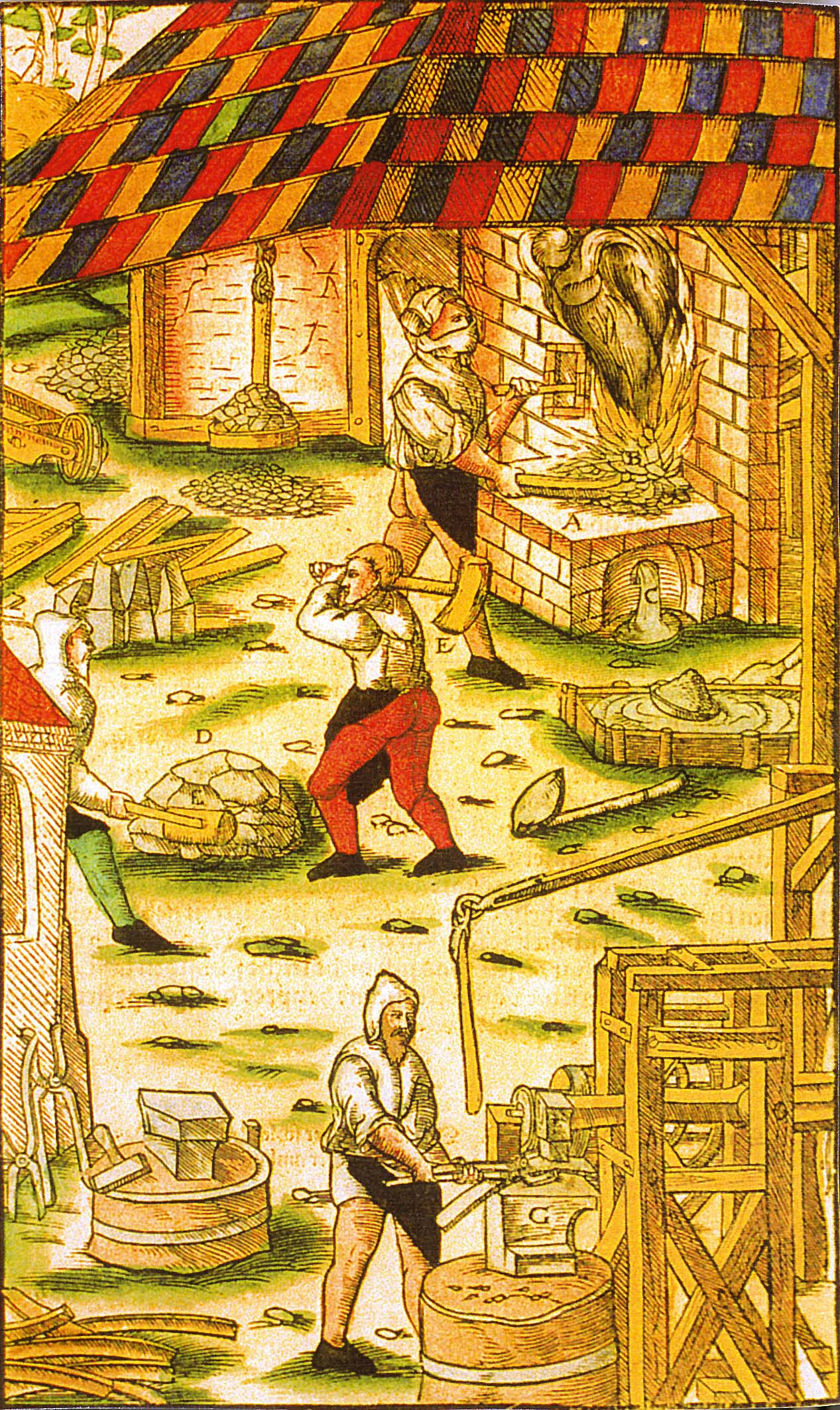
Eisenhammer: Im Hintergrund sieht man den Rennofen, davor wird eine Luppe grob von Schlackeresten befreit. Ganz im Vordergrund geschieht das Ausschmieden der Luppe unter dem Hammer (Quelle: Agricola, Georgius (1556): De re metallica libri XII. – Basel.)

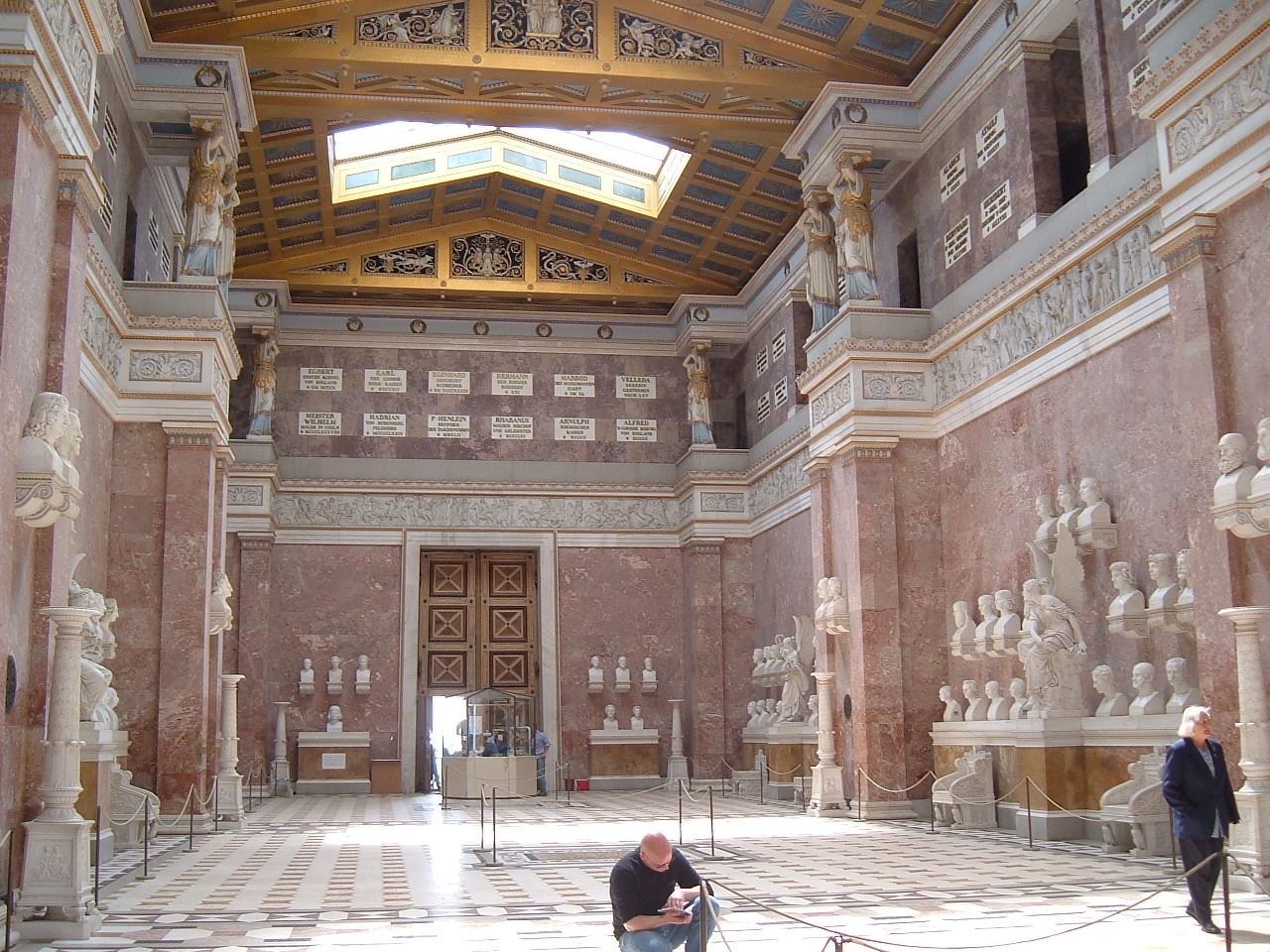
Walhalla mit gusseisernem Dachstuhl aus der Maschinenfabrik von Louisenthal

Louisenthal ist ein Gemeindeteil der Gemeinde Gmund am Tegernsee im Landkreis Miesbach. Hier liegt heute eine Produktionsstätte von Giesecke+Devrient Currency Technology für Sicherheitspapiere für Banknoten.

## Geschichte der Ansiedelung von Meisterbetrieben in Louisenthal

### Mühlen des Jacob Deisenrieder
Die Geschichte von Louisenthal beginnt 1818 mit der Gründung der Uhrmacherei des Jacob Deisenrieder. Die Uhrmacherei des Jacob Deisenrieder wurde 1839 von dem Mechanikus Johann Mannhardt, geboren in Pürstling/Gmund, gemeinsam mit dem Kaufmann Niggl aus Tölz und den Kaufleuten Erich und Roeddorfer, sowie dem Mechanikus Drossbach, übernommen.

### Eisenhammerwerk
Sie wurde im folgenden Jahr von ihren Teilhabern zu einer Maschinenfabrik mit einem Hammerwerk ausgebaut. Der mächtige gusseiserne Dachstuhl der Walhalla stammt aus dieser Fabrik, an die auch eine mechanische Flachsspinnerei angeschlossen war. Die heute noch vorhandene Turmuhr von Louisenthal stammt ebenfalls noch aus dieser Zeit.

### Produktion derGmunder Stifte
Wegen schlechter Verkehrsanbindungen arbeitete die Firma unrentabel und wurde veräußert. Bis 1859 wurden in der Fabrik vom Nachbesitzer, dem Münchner Kaufmann Stegmeyer, Drahtstifte produziert, die allgemein hin bekannten Gmunder Stifte.

### Kneip-Kuranstalt
Im Jahr 1861 erwarb der Münchner Kaffeehausbesitzer Probst die gesamte Anlage und errichtete vor Ort eine Kneip-Kuranstalt, die ebenfalls nicht rentabel wurde, so dass die Gebäude samt weitläufigem Areal im Zuge der im Jahr 1863 vollzogenen Versteigerung dem Schweizer Kaufmann Schultes zugeschlagen wurden.

### NamensführungFabrik Louisenthal
Der Kaufmann Schultes errichtete eine mechanische Baumwollspinnerei auf dem Gelände und erhielt die Erlaubnis von König Max II. die Firma Louisenthal zu nennen, im Andenken an die Herzogin Louise, Tochter des Königs Max I. und späteren Ehefrau des Herzogs von Bayern, der Mutter von Kaiserin Elisabeth von Österreich, genannt Sissi.

### Gründung der Papierfabrik

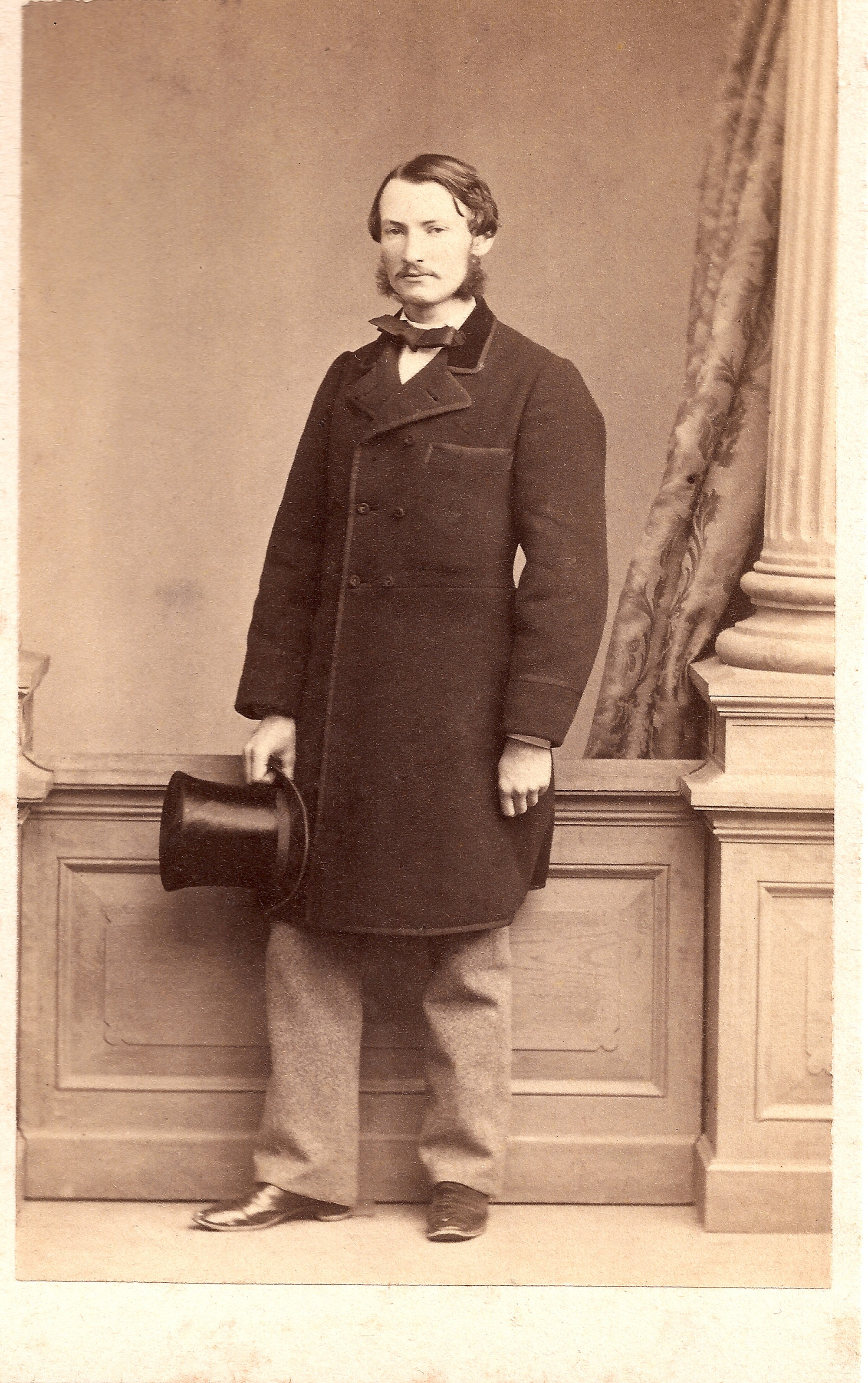
Carl Friedrich Haug, Gründer der Papierfabrik Louisenthal auf einer Fotografie um 1862, Albuminpapier

1878 erwarb der Regierungsbaumeister Carl Friedrich Haug junior, Mitinhaber der Papierfabrik Müller am Baum, das Areal mit den Gebäuden der ehemaligen Spinnereifabrik Louisenthal und der ehemaligen Fabrik zur Herstellung von Eisenwaren. Im folgenden Jahr nahm dort die Papierfabrik Louisenthal die Produktion auf.

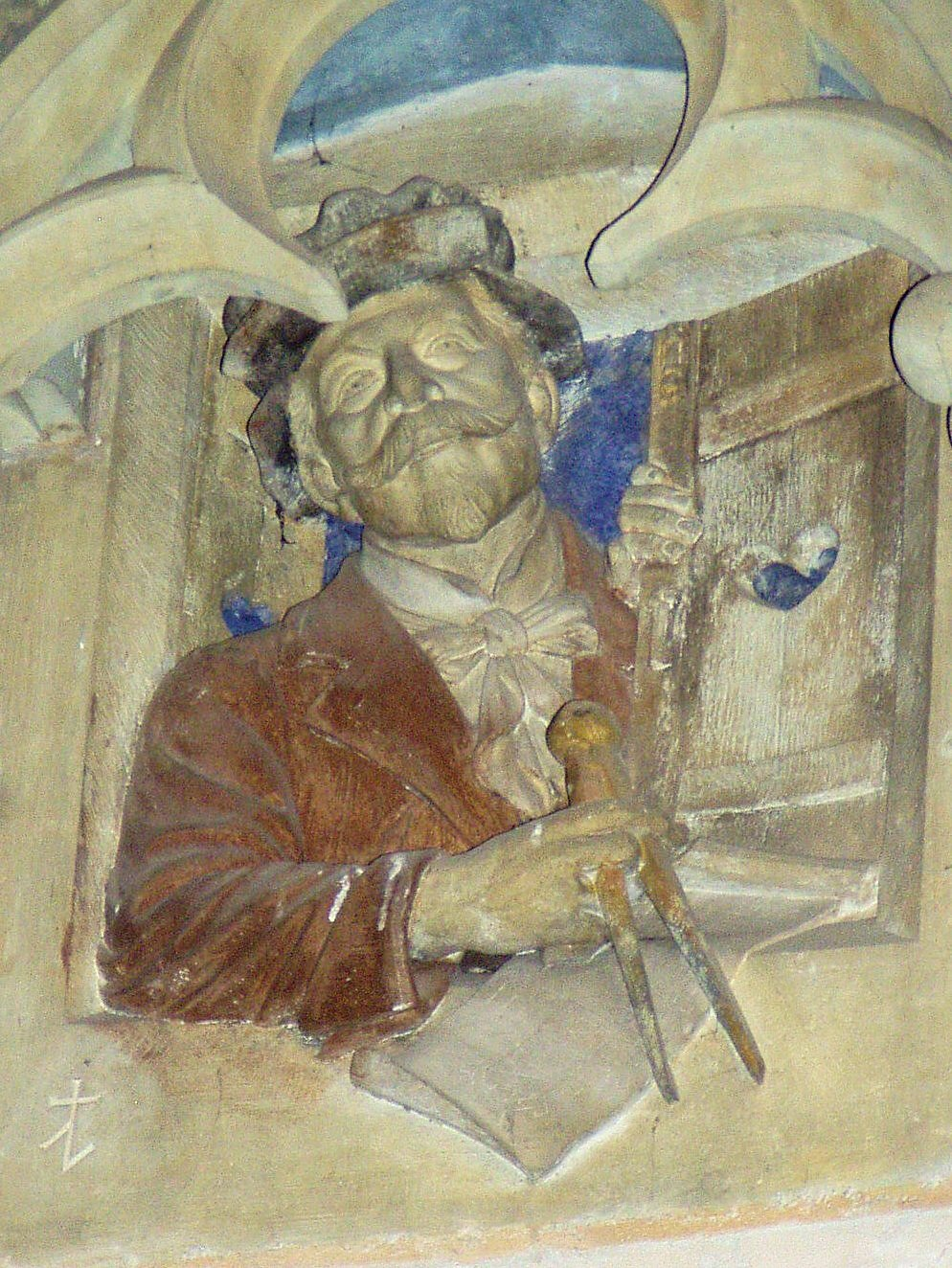
Selbstdarstellung eines Baumeisters in der Marienkirche zu Königsberg in Bayern

Die Papierfabrik blieb bis 1964 im Privatbesitz der Nachfahren der Familien Haug und Förderreuther. 1964 wurde sie an Giesecke & Devrient verkauft. Heute stellt die Fabrik Sicherheitspapiere für Banknoten her.

### Holzschleiferei – Kanalbrücke – Elektrisches Kraftwerk
Im Jahr 1884 wurde die Holzschleiferei im Mühltal erbaut und 1889 der Bau der Kanalbrücke über die Mangfall realisiert. Im gleichen Jahr wurde ein elektrisches Kraftwerk gebaut. Die erste Kraftübertragung mit Hilfe der Elektrizität wurde an diesem Ort in Deutschland entwickelt. 1890 folgte die Gründung der Holzschleiferei Rainmühle.

### Lokalbahn von Schaftlach nach Gmund
Da die Vorbesitzer fast alle an den ungünstigen Verkehrsbedingungen scheiterten, trieb Haug den Bau einer Lokalbahn von Schaftlach in Richtung Gmund voran. Nach Eröffnung der Bahn 1883 wurde der Transport durch Pferdegespanne überflüssig.

## Sehenswertes
Das denkmalgeschützte Hauptgebäude der Maschinenfabrik (Haus Nr. 2), ein um 1835 errichteter dreigeschossiger klassizistischer Putzbau mit kräftig gerahmten Dreiecksgiebeln und Dachreiter.